# 阮小五
阮小五是小说《水浒传》中的人物。外號「短命二郎」，在梁山中排第二十九，是阮家三兄弟中的老二，水軍將領之一，在第十五回「吳學究說三阮撞籌，公孫勝應七星聚義」中因吳用引見而首次現身，出場時是一名漁民，和兄弟在石碣村打魚。

## 經歷

### 出現
當時吳用和晁蓋等人想找人同劫生辰綱，於是找到打漁的阮小五和兄弟阮小二、阮小七共謀，隨後三兄弟與吳用、晁蓋、劉唐、公孫勝和白勝等八人成功設計，使押送金銀擔的楊志不省人事，並伺機劫了生辰綱。後來，八人因白勝供出計劃而被官府追捕，幸得宋江、朱仝和雷橫拯救，連夜逃出。眾人逃至石碣村時，阮氏三兄弟把官兵在港中消滅，並一同上梁山暫避。

### 上梁山
當八人上梁山後，當時山寨主王倫卻怕晁蓋勢力和能力太大，要他們下山投靠別處，阮小五便同眾人殺了王倫，助晁蓋坐上山寨主位置，自己亦坐上第八把交椅。
上山後官兵再來追眾人，阮小五便和兩兄弟於梁山水道把濟州官兵引到一艘火船，燒了敵船，幫助梁山好漢打敗官兵。
上山安定之後阮小七立功亦不少，其中就在青州官兵攻梁山時亦幫助一眾水軍將領捉了敵軍的凌振，最後在聚義時成為第二十九頭領。

### 招安後
招安後阮小五隨梁山人征方臘，一路戰功甚多，最後一戰他與李俊等水軍頭領扮做艄公帶梁山好漢入城，與宋軍裏應外合，在城內放火，幫助宋軍破了清溪，生擒方臘。但阮小五卻在混戰之中被方軍的婁丞相所殺。

## 出場回目
- 第十五回「吳學究說三阮撞籌，公孫勝應七星聚義」
- 第十六回「楊志押送金銀擔，吳用智取生辰綱」
- 第十八回「美髯公智穩插翅虎，宋公明私放晁天王綱」
- 第十九回「林沖水寨大並火，晁蓋梁山小奪泊」
- 第二十回「梁山泊義士尊晁蓋，鄆城縣月夜走劉唐」
- 第一百一十八回「盧俊義大戰昱嶺關，宋公明智取清溪洞」

## 影視
- 1975年香港邵氏《荡寇志》：唐炎灿
- 1988年电影《阮氏三雄》：于辉光
- 1998年央视版《水浒传》：张衡平
- 2011年版《水浒传》：刘涤非